# Abasár
Abasár es un pueblo ubicado en el distrito de Gyöngyös, en el condado de Heves, Hungría.

## Superficie
Posee una superficie de 20,82 kilómetros cuadrados.

## Demografía
Hasta 2019 la población era de 2613 habitantes, con una densidad de población de 125,5 habitantes por kilómetro cuadrado.